# دبلیودبلیواف رسلمانیا: بازی آرکید
دبلیودبلیواف رسلمانیا: بازی آرکید (انگلیسی: WWF WrestleMania: The Arcade Game) یک بازی کشتی حرفه‌ای می باشد که توسط شرکت میدوی گیمز بر اساس دبلیودبلیوئی ساخته شده است. این بازی در ابتدا برای دستگاه های آرکید و پس از آن برای سگا مگا درایو و پلی‌استیشن در سال ۱۹۹۵ منتشر شد.

## شخصیت ها
این بازی دارای هشت بازیکن جهت بازی کردن می باشد.
- ریزر رامون
- برت هارت
- آندرتیکر
- شان مایکلز
- یوکوزونا
- لکس لوگر
- بم بم بیگلو
- دوینک د کلان